# Redesmouth
Redesmouth – wieś w Anglii, w hrabstwie Northumberland. Leży 43 km na północny zachód od miasta Newcastle upon Tyne i 426 km na północ od Londynu.